# یانوش گووواتسکی
یانوش گووواتسکی (لهستانی: Janusz Andrzej Głowacki؛ ۱۳ سپتامبر ۱۹۳۸ – ۱۹ اوت ۲۰۱۷) فیلم‌نامه‌نویس، نویسنده، و نمایشنامه‌نویس اهل لهستان بود.
از فیلم‌ها یا مجموعه‌های تلویزیونی که وی در آن‌ها نقش داشته‌است می‌توان به شکار مگس‌ها، جنگ سرد و کروز اشاره نمود.
وی همچنین برندهٔ جوایزی همچون کمک‌هزینه گوگنهایم و گلوریا آرتیس شده‌است.